# Брока, Филипп де
Филипп де Брока (фр. Philippe de Broca; 15 марта 1933, Париж — 26 ноября 2004, Нёйи-сюр-Сен) — французский кинорежиссёр, кавалер ордена Почётного легиона. Известен как постановщик лёгких комедий с участием Жана-Поля Бельмондо, Анни Жирардо, Филиппа Нуаре и других.

## Биография
О кино де Брока мечтал с раннего детства. Он окончил Высшую техническую школу фотографии и кино в Париже, после чего работал оператором и ассистентом режиссёра у Клода Шаброля и Франсуа Трюффо. Затем снял несколько короткометражных фильмов.
Первый собственный художественный фильм снял в 1960 году.
Среди наиболее известных киноработ режиссёра — «Великолепный», «Неисправимый», «Нежный полицейский», «Украли бедро Юпитера» и другие.
Последний фильм Филиппа де Брока «Гадюка в кулаке» (экранизация романа Эрве Базена) был задуман как часть кинотрилогии. Однако вскоре после премьеры фильма де Брока умер в клинике города Нёйи-сюр-Сен от рака.
Похоронен в районе Бель-Иль-ан-Мер города Саузон, у южного побережья Бретани.
Имел троих детей — одного от актрисы Марты Келлер, рождённого в 1971 году, двоих от Валери Рожан. Последний брак (1983—1984) с Марго Киддер.

## Фильмография

### Ассистент режиссёра
- 1959 — Двойной поворот ключа / A Double Tour[10]
- 1959 — Четыреста ударов / Les Quatre Cent Coups[10]

### Режиссёр — короткометражные
- 1953 — Les trois rendez-vous
- 1954 — Salon nautique (документальный)
- 1954 — Sous un autre soleil (документальный)
- 1956 — Opération gas-oil (документальный)

### Режиссёр
- 1960 — Весельчак / Le Farceur
- 1960 — Любовные игры / Les Jeux de l’amour
- 1961 — Любовник на пять дней / L’Amant de cinq jours
- 1962 — Картуш / Cartouche
- 1962 — Семь смертных грехов / Les Sept péchés capitaux
- 1963 — Счастливчики / Les Veinards
- 1964 — Человек из Рио / L’Homme de Rio
- 1964 — Компаньон / Un monsieur de compagnie
- 1965 — Злоключения китайца в Китае / Les Tribulations d’un Chinois en Chine
- 1966 — Король сердец / Le Roi de cœur
- 1967 — Древнейшая профессия в мире / Le Plus Vieux Métier du monde
- 1969 — Дьявола за хвост / Le Diable par la queue
- 1970 — Капризы Марии / Les Caprices de Marie
- 1971 — Побег / La Poudre d’escampette
- 1972 — Дорогая Луиза / Chère Louise
- 1973 — Великолепный / Le Magnifique
- 1975 — Неисправимый / L’Incorrigible
- 1977 — Жюли «Банный лист» / Julie pot de colle
- 1978 — Нежный полицейский / Tendre Poulet
- 1979 — Кавалер (приводится также перевод «Гуляка») / Le Cavaleur
- 1980 — Украли бедро Юпитера / On a volé la cuisse de Jupiter
- 1981 — Психотерапевт / Psy
- 1983 — Африканец / L’Africain
- 1984 — Луизиана /  Louisiane
- 1986 — Цыганка / La Gitane
- 1988 — Шуаны! / Chouans !
- 1990 — Тысяча и одна ночь / Les 1001 nuits
- 1991 — Ключи от рая / Les Clés du paradis
- 1994 — Ботанический сад / Le jardin des plantes
- 1995 — Вместе скучно, а врозь… / Les Hommes et les femmes sont faits pour vivre heureux… mais pas ensemble
- 1997 — К бою / Le Bossu
- 2000 — Амазония / Amazone
- 2004 — Гадюка в кулаке / Vipère au poing

### Сценарист
Помимо своих собственных фильмов:
- 1967 — Не играйте с марсианами / Ne jouez pas avec les Martiens

### Актёр
- 1958 — Красавчик Серж / Le Beau Serge
- 1959 — Четыреста ударов / Les Quatre Cent Coups
- 1959 — На последнем дыхании / À bout de souffle
- 1960 — Любовные игры / Les Jeux de l’amour
- 1962 — Картуш / Cartouche
- 1963 — Счастливчики / Les veinards
- 1966 — Король сердец / Le Roi de cœur
- 1969 — Дьявола за хвост / Le Diable par la queue
- 1973 — Великолепный / Le Magnifique
- 1986 — Цыганка / La Gitane
- 2000 — Мечта всех женщин / Meilleur espoir feminin